# 실행
컴퓨터와 소프트웨어 공학에서 실행(實行, execution, run)은 컴퓨터나 가상 컴퓨터가 컴퓨터 프로그램의 함수를 수행하는 과정이다.

## 실행 환경
대부분의 프로그램은 운영 체제와 런타임 라이브러리의 지원을 통해 실행된다. 이를테면, 지원 환경은 더 일반적이고 추상적인 서비스를 대신 제공하면서 프로그램을 컴퓨터 주변 기기의 조작으로부터 분리하는 것이 보통이다.

## 같이 보기
- 실행 파일
- 프로그램 카운터